# Chiesa di San Michele Arcangelo (Brisighella)
La chiesa di San Michele Arcangelo è la parrocchiale di Brisighella, in provincia di Ravenna e diocesi di Faenza-Modigliana; fa parte del Vicariato forese ovest.

## Storia

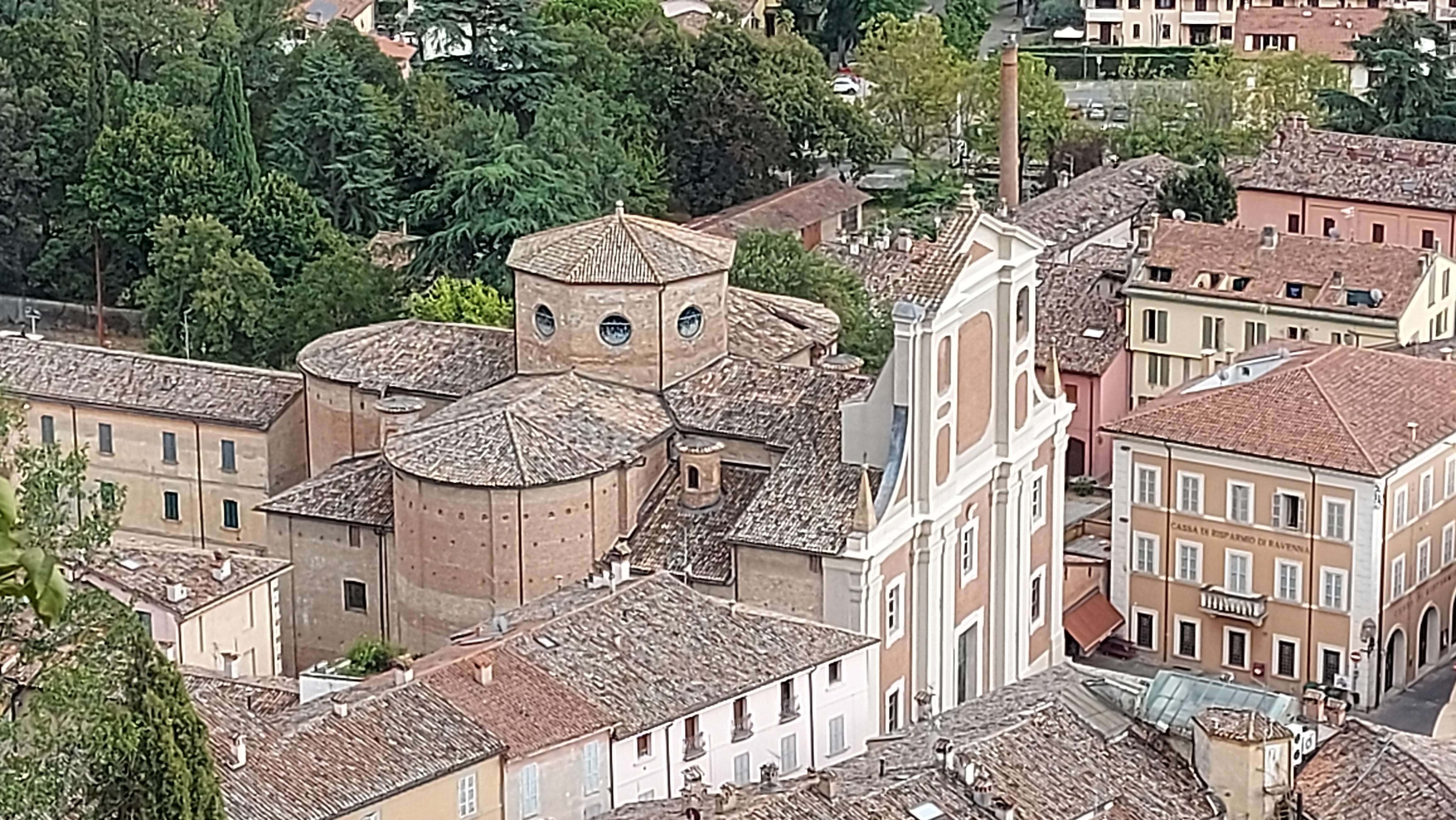
Chiesa di San Michele Arcangelo vista dalla Rocca Manfrediana

La prima citazione di una chiesa a Brisighella, menzionata come San Michelis di Gisso, è da ricercarsi in un documento del 1301. Sembra che questo edificio sorgesse nei pressi della Rocca, lungo l'odierna via Trebbio. Un'altra attestazione di epoca medievale riguardo alla chiesa di Brisighella è datata 17 ottobre 1404, quando don Milliano da Tebano fu nominato rettore della chiesa dal vescovo di Faenza Nicolò Ubertini. Questa chiesa era dotata di undici altari, di cui uno maggiore e dieci laterali posti in altrettante cappelle, e probabilmente era ad un'unica navata.
All'inizio del Seicento la chiesa era diventata ormai insufficiente a soddisfare le esigenze della popolazione e, così, si decise di riedificarla e l'uomo politico Alfonso Battaglini e il vescovo di Bertinoro Giovanni Andrea Calegari vennero incaricati di seguire le pratiche. Nel 1601 papa Clemente VIII diede il suo benestare affinché si costituisse nella costruenda chiesa una capitolo di canonici e affidò al summenzionato Calegari il compito di verificare che ci fossero le condizioni per le quali si poteva istituire questo capitolo. Questo progetto, però, trovò l'opposizione del vescovo di Faenza Gian Antonio Grassi, contrario all'idea di istituire un capitolo presso la parrocchiale di Brisighella, ma, dopo la sua morte, si poté costituire il suddetto capitolo, formato da nove canonici.
 Poiché le entrate della parrocchia non bastavano per sostenere i canonici, i beni della pieve di San Giovanni in Ottavo e della chiesetta di San Leonardo furono uniti a quelli della collegiata di San Michele Arcangelo. 
 Il progetto dell'attuale parrocchiale venne elaborato da Gherardo Silvani nel 1644, ma i lavori iniziarono appena nel 1659 poiché non era stato ancora scelto il luogo in cui far sorgere la nuova chiesa; l'edificio fu terminato nel 1697. Nel 1781 un terremoto danneggiò la struttura, la cui facciata venne ricostruita nel 1785.
Il capitolo fu sciolto nel 1797; venne ricostituito nel 1800, ma nel 1915 fu definitivamente soppresso. 

La parrocchiale subì un lavoro di restauro tra il 1948 ed il 1962 per sanare i danni riportati durante la Seconda guerra mondiale.

## Interno

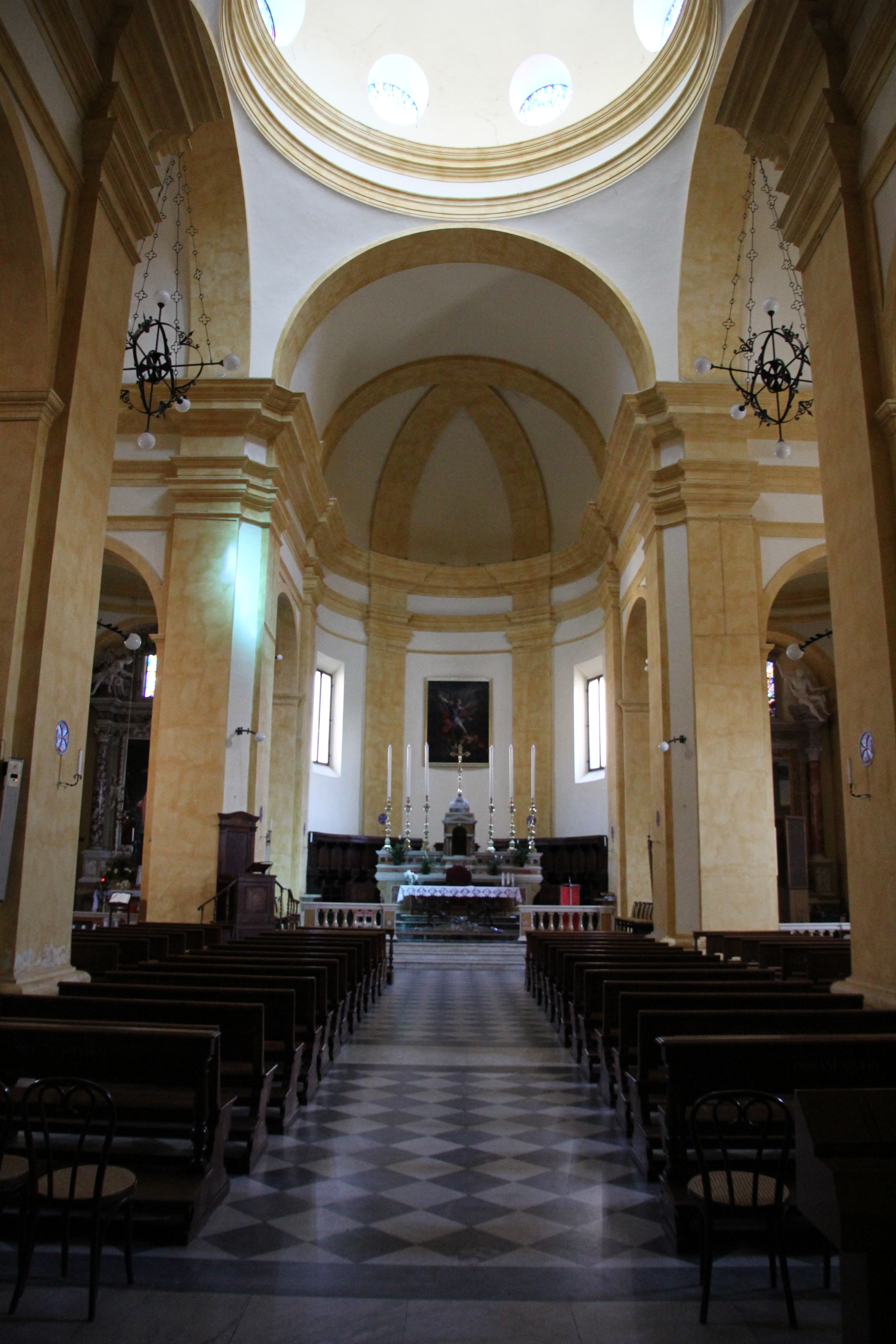
Interno

Opere di pregio conservate all'interno della chiesa sono il quadro eseguito dai Mingarelli nel 1410 raffigurante la Madonna delle Grazie, la pala con soggetto San Giorgio, opera di Nicola Bertucci, e, dello stesso pittore, pure la tela raffigurante Santa Rosa da Lima, due dipinti di Bernardino da Tossignano (Annunciazione e Trasfigurazione) ed uno di Marco Palmezzano.